# Хейнрици, Готхард
Го́тхард Карл Федор Хе́йнрици (нем. Gotthard Carl Fedor Heinrici; 25 декабря 1886, Гумбиннен, Восточная Пруссия — 13 декабря 1971) — германский военачальник, участник Первой и Второй мировых войн.

## Личная жизнь
Готхард Хейнрици родился в городе Гумбиннен в Восточной Пруссии (сейчас город Гусев в Калининградской области) в семье лютеранского священника. О его личной жизни известно немного. Он был родственником генерала Герда фон Рундштедта и был женат на Гертруде Хейнрици, наполовину еврейке. Разрешение на брак ему выдал лично Гитлер. У Хейнрици было двое детей: сын Хартмут (1921—1993, офицер, также воевал в составе Вермахта против СССР, позднее военный пастор бундесвера) и дочь Гизела (род. 1926, в замужестве Петерссон).
Хейнрици отличался религиозностью и регулярно посещал церковь. Из-за этого он не пользовался популярностью у руководства нацистской Германии. Его отношения с Герингом и Гитлером также были натянутыми, возможно из-за отказа Хейнрици вступить в НСДАП.

## Начало военной карьеры
8 марта 1905 года 18-летний Готхард Хейнрици поступил на службу в 95-й пехотный полк кайзеровской армии. Во время Первой мировой войны он участвовал в боевых действиях и на Восточном и на Западном фронтах, был отмечен многими наградами, в частности Железным крестом 2-го (1914 год) и 1-го (1915 год) класса. Хейнрици принимал участие в битве под Танненбергом. Он также пострадал в результате газовой атаки.

## Между мировыми войнами
В период Веймарской республики Хейнрици был сторонником Немецкой национальной народной партии.
С 12 октября 1937 года по 31 января 1940 года в звании генерал-лейтенанта командовал 16-й пехотной дивизией.

## Вторая мировая война
Хейнрици оставался на службе в течение всей Второй мировой войны. Как и в Первой мировой, он принимал участие в боях и на Восточном, и на Западном фронтах. Во время войны он заслужил репутацию одного из лучших оборонительных тактиков вермахта, за что получил от коллег и подчиненных прозвище «наш ядовитый гном» (нем. Unser Giftzwerg).
В ходе блицкрига во Франции он командовал 12-м корпусом, входившим в состав 1-й армии, располагавшейся на «линию Мажино». 14 июня 1940 года силам Хейнрици удалось прорвать линию Мажино к югу от Саарбрюккена, но уже 17 июня 1940 года он назначен командующим 43-м корпусом.
С момента нападения на Советский Союз Хейнрици и его корпус находились в распоряжении 4-й армии под командованием Гюнтера фон Клюге, позже переданы под управление Максимилиана фон Вейхса в состав 2-й армии. В сентябре 1941 года Хейнрици по итогам летних боёв был представлен к награждению Рыцарским крестом.
26 января 1942 года Хейнрици принял командование 4-й армией, которой предстояло держать оборону против войск Красной армии в ходе контрнаступления под Москвой. Хейнрици оставался на этой должности до 1 июня 1943 года.
В конце 1943 года Хейнрици был отправлен Герингом в санаторий в Карлсбаде «для восстановления здоровья». Ходили слухи, что это было сделано в наказание за отказ Хейнрици сжечь при отступлении Смоленск. Тем не менее, стоит учесть, что в 1941—1943 годах Хейнрици дважды брал отпуск, возможно, по причине болезни. В то же время, он был награждён Дубовыми листьями к Рыцарскому кресту.
После восьми месяцев вдали от фронта, Хейнрици был направлен в Венгрию для командования 1-й танковой армией и присоединенной к ней венгерской 1-й армией. В результате его действий 1-я танковая армия, после упорной обороны Венгрии, отступила в Словакию, сохранив относительную боеспособность. За оборону Венгрии 3 марта 1945 года Хейнрици получил Мечи к своему Рыцарскому кресту с Дубовыми листьями.

### Оборона Берлина
20 марта 1945 года Готхард Хейнрици был назначен командующим группой армий «Висла» вместо Генриха Гиммлера. В состав группы армий «Висла» входили 3-я танковая армия генерала Мантойфеля и 9-я армия генерала Буссе. Его задачей было не допустить прорыва советских войск через Одер. На своем новом посту Хейнрици сразу же столкнулся с острой нехваткой людей и техники.
15 апреля 1945 года Хейнрици встретился с Альбертом Шпеером и генерал-лейтенантом Гельмутом Рейманном, командиром берлинского оборонительного района, чтобы обсудить вопрос об уничтожении промышленных объектов на территории Германии. Хейнрици поддержал Шпеера, который был главным противником тактики «выжженной земли».
16 апреля советские войска начали наступление на Берлин. Войска 1-го Белорусского фронта под командованием маршала Жукова атаковали позиции группы армий «Висла». В результате тотального превосходства советских войск уже к 19 апреля Одер был успешно ими форсирован, а немецкие войска были отброшены. Хейнрици убедился, что он не сможет остановить советское наступление. 21 апреля он обратился к Гитлеру за разрешением на перенос своего штаба на новое место. Когда Гитлер узнал, что новое местоположение штаба группы армий «Висла» находится дальше от линии фронта, чем его личный бункер, он пришёл в ярость.
В конце апреля Хейнрици приказал своим войскам отступить с занимаемых рубежей, несмотря на то, что Гитлер запретил любые отступления без его личного одобрения. 28 апреля фельдмаршал Кейтель, объезжая позиции, неожиданно для себя обнаружил колонны отступающих немецких войск, которые оказались частями 3-й танковой армии, подчиненной Хейнрици. Кейтель нашёл Хейнрици возле Нойбранденбурга и в последующей ссоре обвинил последнего в неподчинении приказу, трусости и саботаже, отстранив от командования. Его место временно (до прибытия генерала Штудента) занял генерал фон Типпельскирх. Однако Штудент так и не приехал на Восточный фронт, сдавшись в плен западным союзникам 8 мая.
После отстранения от командования Хейнрици уехал в г. Плён, где и сдался в плен британским войскам 8 мая 1945 года.

## После войны
После сдачи в плен Хейнрици содержался в лагере для военнопленных до 19 мая 1948 года. В октябре 1947 года он был направлен в лагерь оккупационной зоны США, однако через три недели был возвращён обратно по месту пребывания.[куда?]
Обширные личные дневники и откровенные письма, которые генерал Хейнрици посылал семье в годы войны, были обнаружены лишь в конце 1990-х годов в немецком архиве. Записки выдержали несколько изданий на европейских языках; российское издание записок состоялось в 2018 году.

## Интересные факты
- Хейнрици не любил носить сапоги с высокими голенищами и потому часто ходил в ботинках с кожаными крагами времен Первой мировой войны.
- Отец его жены Гертруды был евреем, хотя она сама, как и сам Хейнрици, были протестантами[2]. Однако по Нюрнбергским расовым законам их дети считались «полукровками» (мишлинги). Для обеспечения их будущего и защиты от вероятных преследований в будущем, Хейнрици получил для своей семьи специальный сертификат «арийской крови» за подписью Гитлера. Несмотря на еврейское происхождение тестя, сам Хейнрици не раз высказывался в антисемитском духе и во время Первой мировой войны, и после прихода национал-социалистов к власти в Германии.

## Продвижение по службе
- 19 июля 1905 — фаненюнкер
- 19 декабря 1905 — фенрих
- 18 августа 1906 — лейтенант
- 17 февраля 1914 — старший лейтенант
- 18 июня 1915 — капитан
- 1 февраля 1926 — майор
- 1 августа 1930 — подполковник
- 1 марта 1933 — полковник
- 1 января 1936 — генерал-майор
- 1 марта 1938 — генерал-лейтенант
- 1 июня 1940 — генерал пехоты
- 30 января 1943 — генерал-полковник

## Награды
- Железный крест 2-го класса (27 сентября 1914) (Королевство Пруссия)
- Железный крест 1-го класса (24 июля 1915) (Королевство Пруссия)
- Королевский орден Дома Гогенцоллернов рыцарский крест с мечами (9 августа 1918) (Королевство Пруссия)
- Ганзейский крест Гамбурга
- Орден Белого сокола рыцарский крест 2-го класса (Великое герцогство Саксен-Веймар-Эйзенах)
- Орден Саксен-Эрнестинского дома рыцарский крест 2-го класса с мечами (Герцогство Саксен-Кобург-Гота)
- Военный крест Карла Эдуарда (Герцогство Саксен-Кобург-Гота)
- Серебряная медаль Карла Эдуарда с мечами (Герцогство Саксен-Кобург-Гота)
- Крест Чести княжеского дома Рейсс[нем.] 3-го класса с мечами (Княжество Рейсс)
- Крест Чести княжеского дома Шварцбург[итал.] 3-го класса с мечами (Княжество Шварцбург-Зондерсгаузен)
- Крест «За военные заслуги» 3-го класса с воинским отличием (Австро-Венгрия)
- Почётный крест Первой мировой войны 1914/1918 с мечами
- Медаль «За выслугу лет в вермахте» 1-го класса
- Пряжка к Железному кресту 2-го класса (13 мая 1940)
- Пряжка к Железному кресту 1-го класса (16 июня 1940)
- Рыцарский крест Железного креста с дубовыми листьями и мечами
  - рыцарский крест (18 сентября 1941)
  - дубовые листья (№ 333) (24 ноября 1943)
  - мечи (№ 136) (3 марта 1945)
- Медаль «За зимнюю кампанию на Востоке 1941/42»